# 芝東照宮
芝東照宮（しばとうしょうぐう）は、東京都港区にある東照宮。祭神は徳川家康。神体は徳川家康寿像。旧社格は郷社。日光東照宮、久能山東照宮、上野東照宮と並ぶ四大東照宮の一つとされる。

## 概要
芝公園の一角にあり、元来は増上寺内の社殿であった。徳川家康が慶長6年（1601年）に還暦を迎えた記念に自らの像を刻ませた「寿像」を、自身が駿府城に於いて祭祀していた。元和2年（1616年）家康は死去に際して「寿像」を祭祀する社殿を増上寺に建造するよう遺言した。同年10月に着工し翌元和3年（1617年）2月に竣工した。この社殿は家康の法名「安国院殿徳蓮社崇誉道和大居士」より「安国殿」と呼ばれた。これが芝東照宮の起源である。
その後、3代将軍家光により寛永10年（1633年）に新社殿が造営され、旧社殿は開山堂となった。寛永18年（1641年）には移転改築がなされた。駿府城より移築された惣門、福岡藩主黒田忠之が寄進した鳥居、本殿の周囲に拝殿、唐門、透塀が造営され豪奢な社殿が整った。
明治初期に神仏分離令により、増上寺から切り離されて芝東照宮となった。明治6年（1873年）郷社に列した。本殿は大正4年（1915年）、当時の古社寺保存法に基づき特別保護建造物（現行法の重要文化財に相当）に指定された。しかし、昭和20年（1945年）5月25日の東京大空襲により「寿像」と神木のイチョウを残し、あとは全て焼失した。昭和44年（1969年）現在の社殿が再建された。

## 文化財等

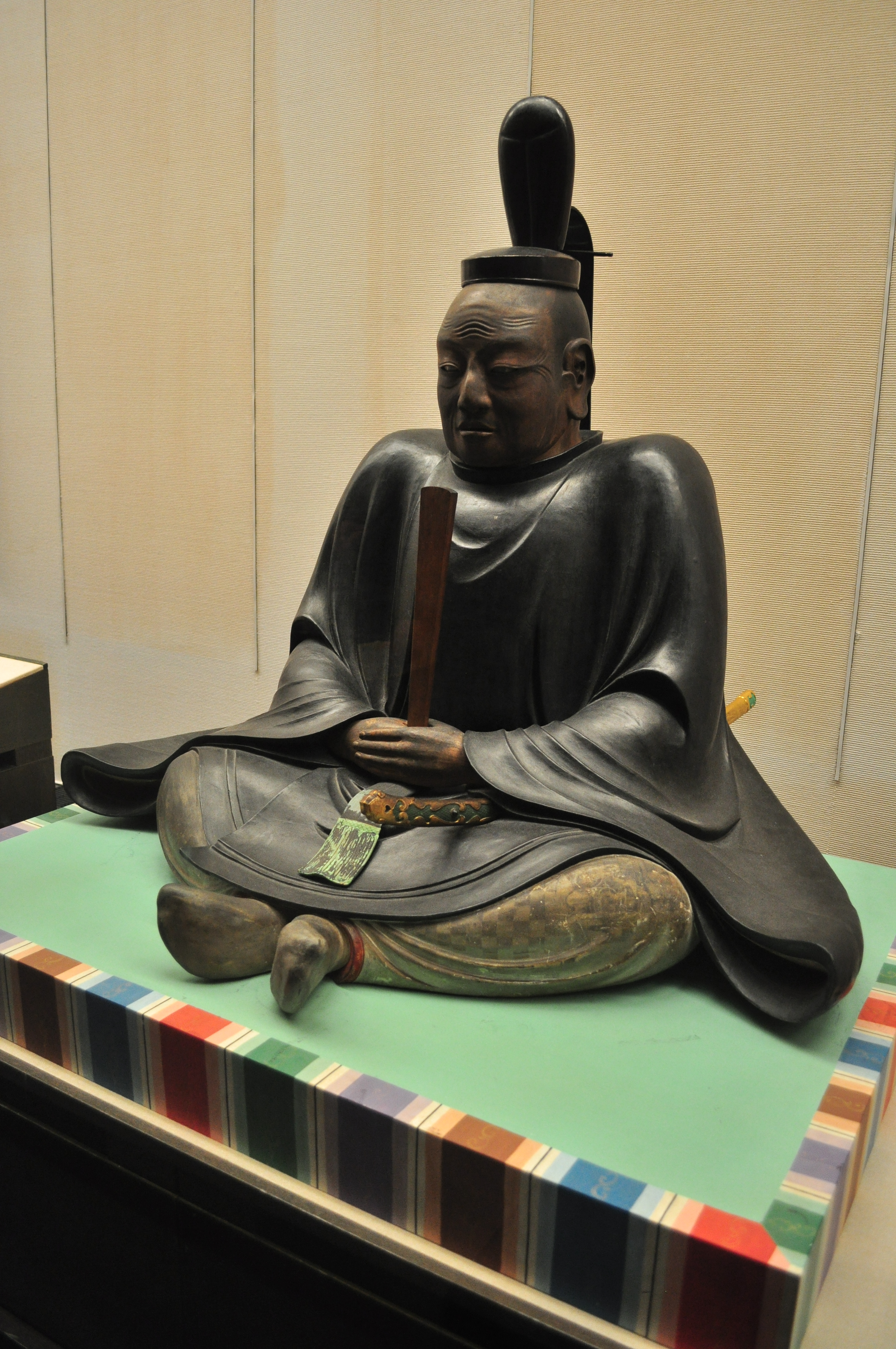
木造徳川家康坐像（複製）、東京都江戸東京博物館所蔵。

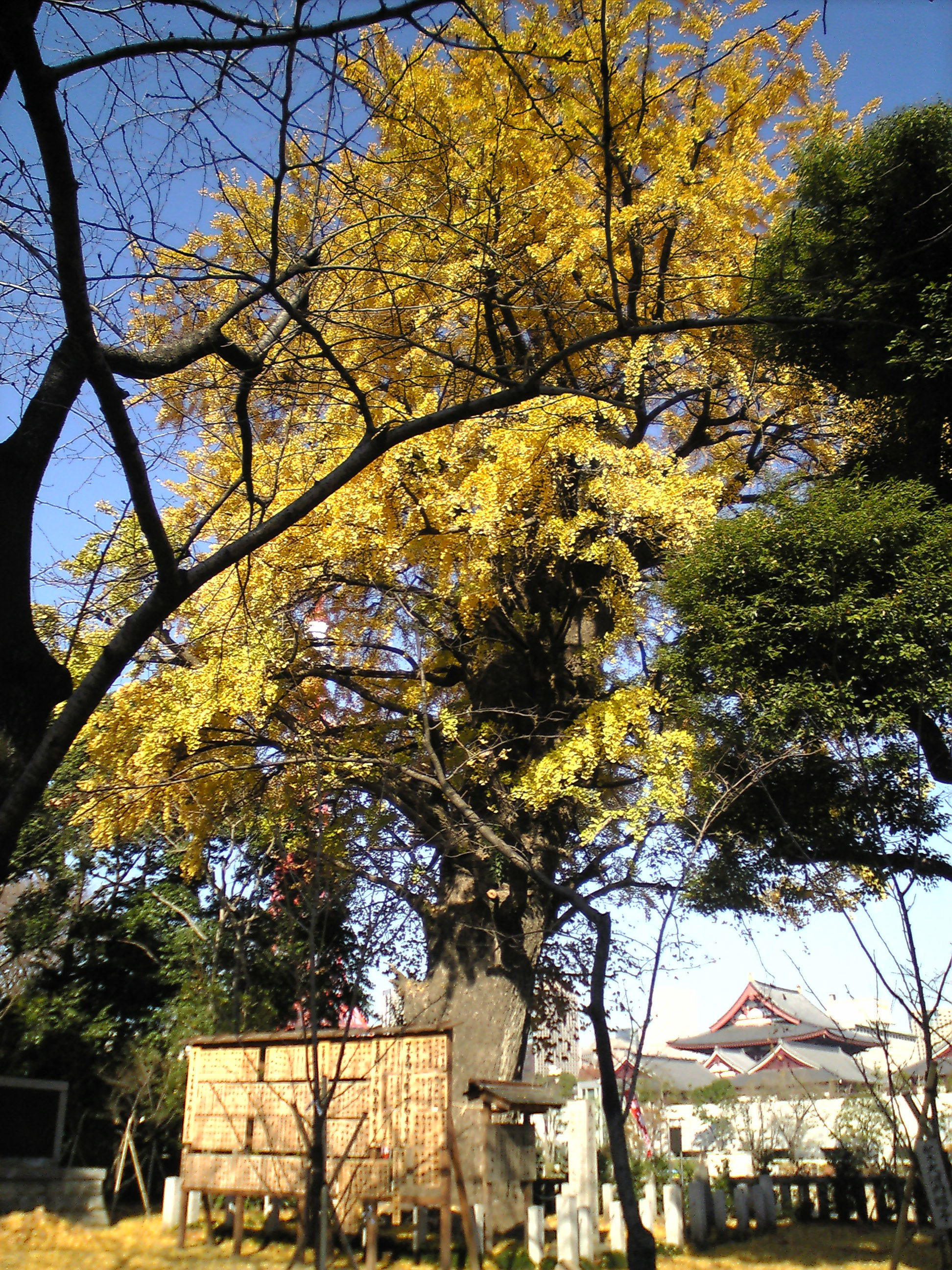
神木の大イチョウ

- 木造徳川家康坐像（寿像）：昭和38年（1964年）東京都指定有形文化財[3]。当神社の神体である。
- 大イチョウ：昭和31年（1956年）東京都指定天然記念物[4]。徳川家光が植樹したと伝えられる神木。昭和5年（1930年）より昭和27年（1952年）までは文部省指定であったが、文化財保護法の改正により指定解除となった。

## アクセス
- 都営地下鉄三田線 芝公園駅下車 A4出口すぐ
- 都営地下鉄三田線 御成門駅下車 A1出口より徒歩2分
- 都営地下鉄浅草線・大江戸線 大門駅下車 A6出口より徒歩5分
- 都営地下鉄大江戸線 赤羽橋駅下車 赤羽橋口より徒歩7分
- JR山手線 浜松町駅下車 徒歩12分